# Ingham (Australië)
Ingham is een plaats in de Australische deelstaat Queensland en telt 4662 inwoners (2001).

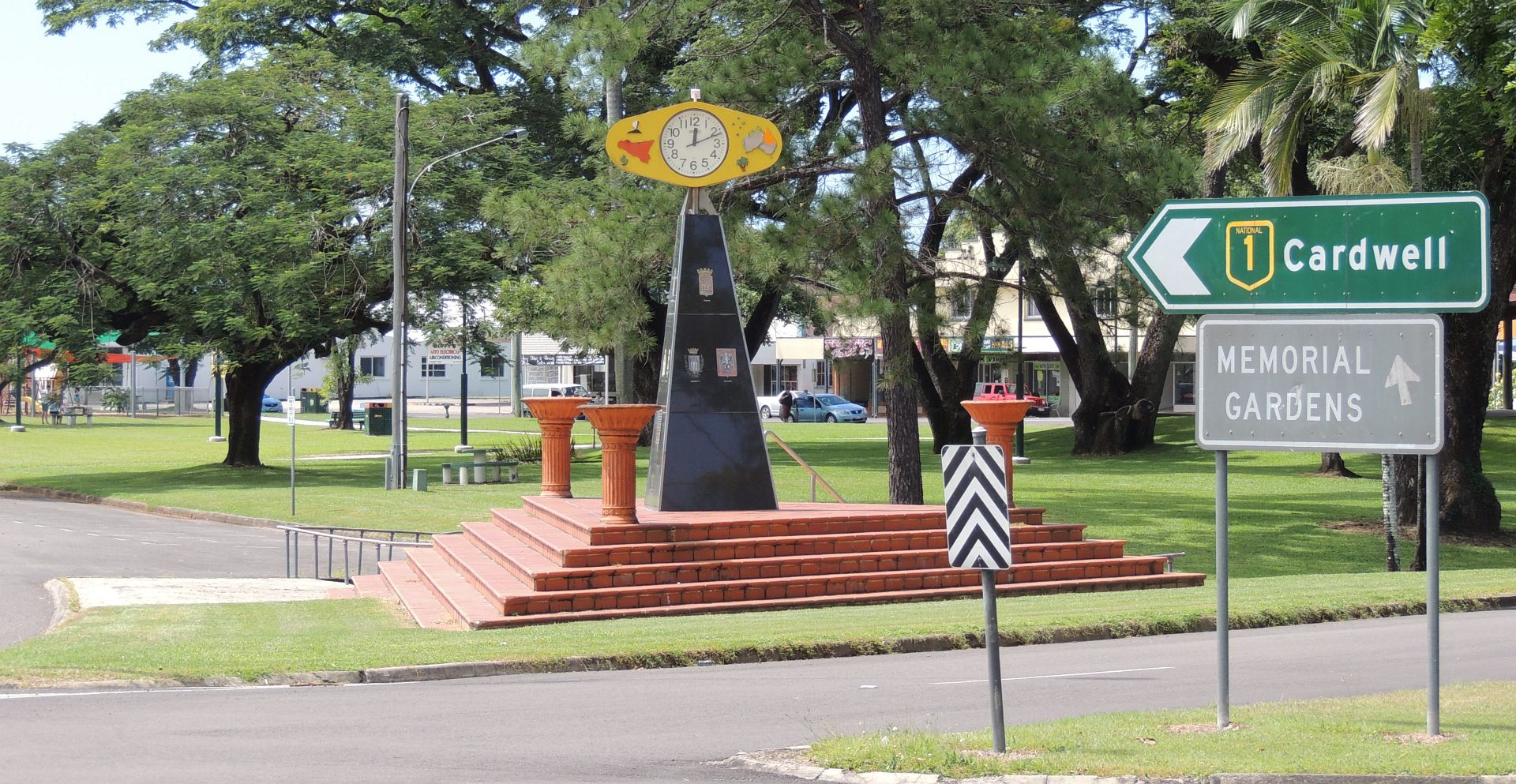
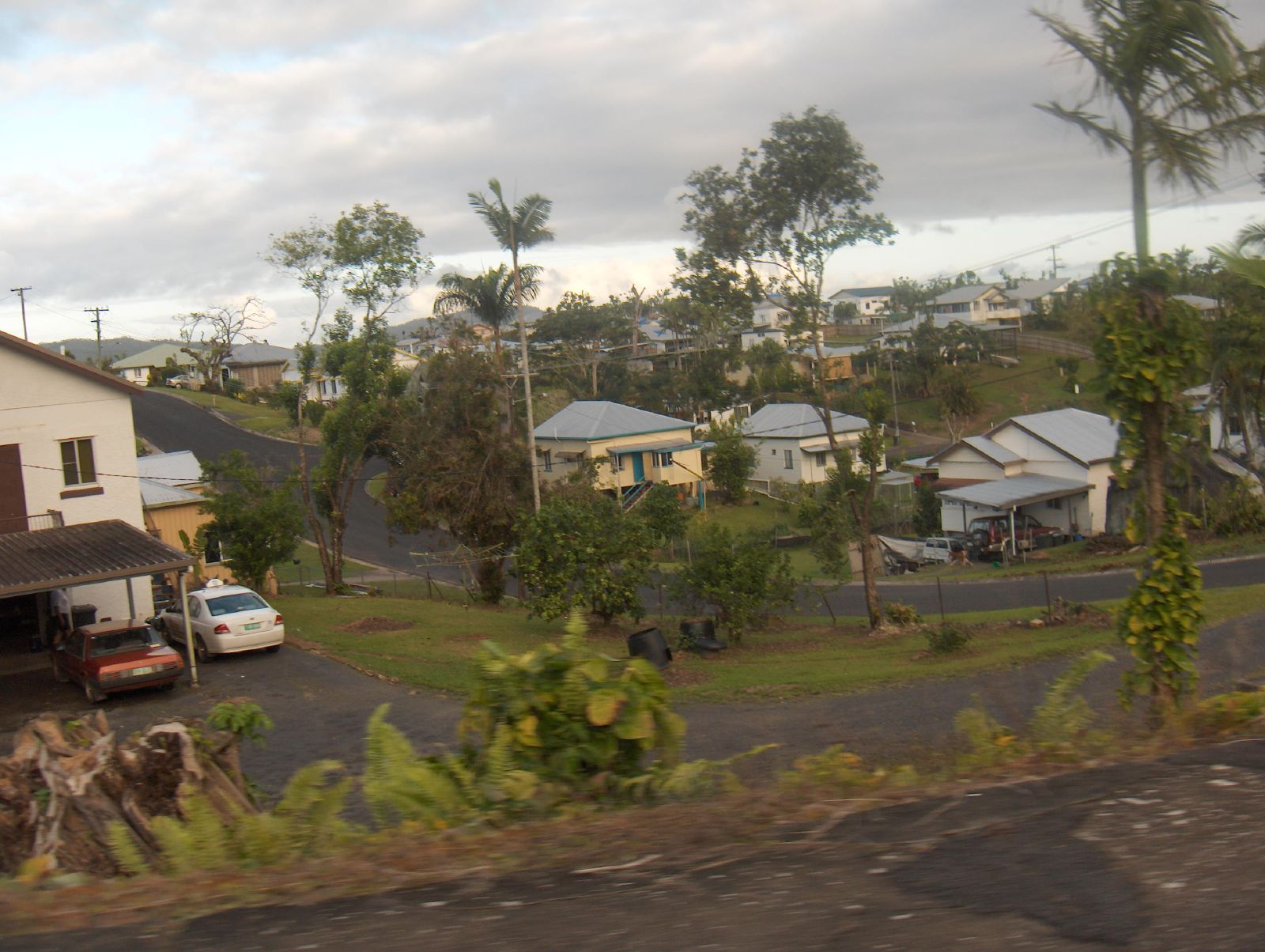

## Geboren
- Arthur Fadden (1894-1973), politicus